# Pulp (band)

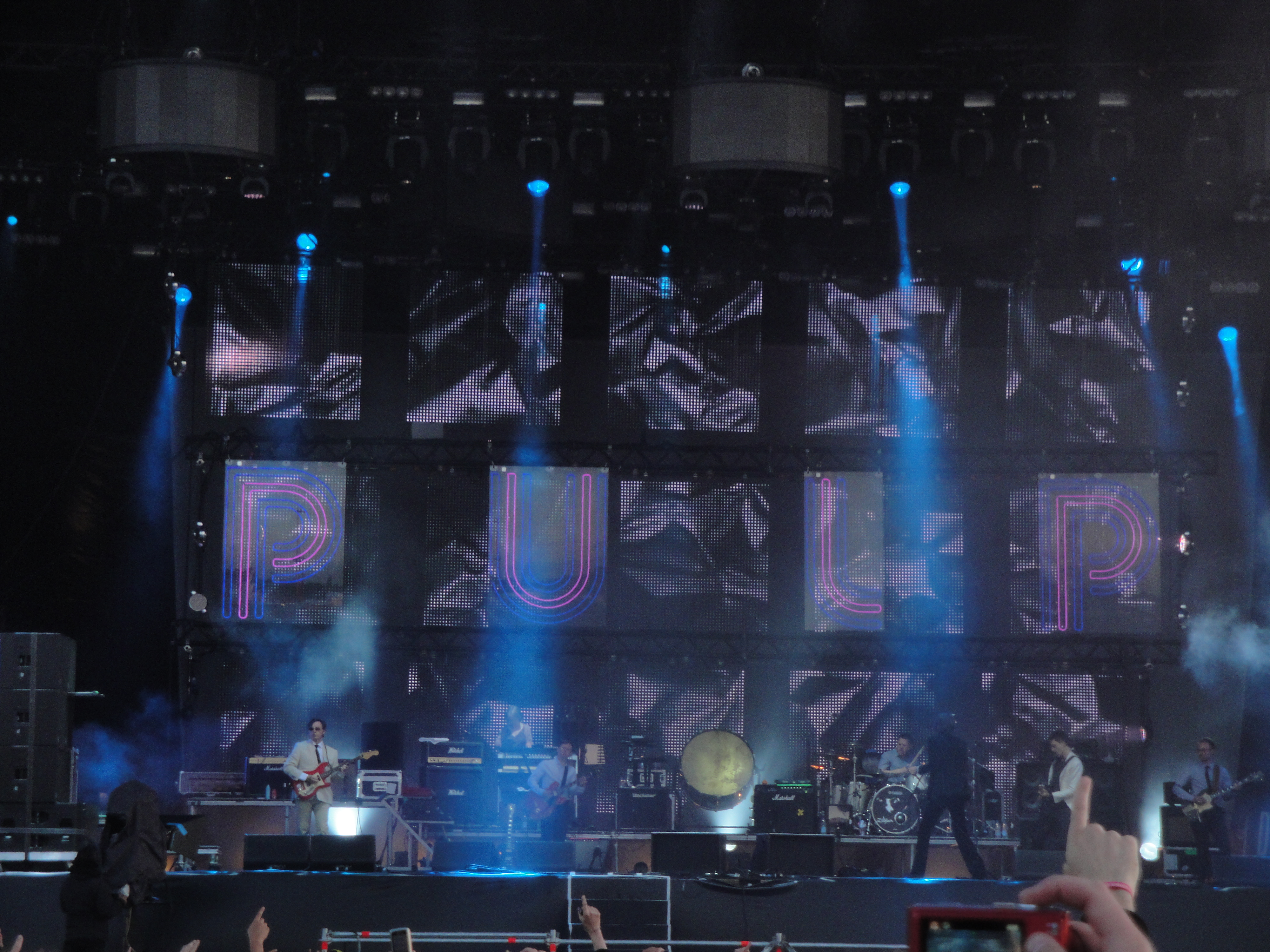
Pulp op het Isle of Wight Festival, 2011

Pulp is een Britse band rond zanger Jarvis Cocker. De band was vooral bekend in eigen land maar had ook daarbuiten hits, zoals met Common People en Disco 2000. De bezetting van de band bestond naast Cocker (zang en gitaar) uit Candida Doyle (keyboard), Russell Senior (gitaar, viool), Mark Webber (gitaar), Steve Mackey (basgitaar) en Nick Banks (drums). Richard Hawley speelde ook een korte tijd mee.
De band bestaat sinds 1978; in 2001 ging de band voor onbepaalde tijd uit elkaar. In november 2010 werden nieuwe liveoptredens in 2011 aangekondigd.

## Geschiedenis
De band werd in 1978 in Sheffield opgericht door de toen vijftienjarige Jarvis Cocker (1963) als Arabacus Pulp; een jaar later werd de naam ingekort tot Pulp. In 1981 resulteerde een demo in een sessie in het radioprogramma van John Peel. Candida Doyle voegde zich in 1985 bij de band; datzelfde jaar tekende de band een nieuw contract en belandde Jarvis Cocker tijdelijk in een rolstoel nadat hij uit een raam was gevallen; de geplande optredens gingen gewoon door, en boze tongen beweerden dat hij de spot dreef met gehandicapten. In 1989 verscheen de Barry White-achtige single My Legendary Girlfriend.
In 1995 volgde de definitieve doorbraak: The Stone Roses hadden afgezegd voor het Glastonbury Festival en dus viel Pulp in. Daarna werden Common People en Disco 2000 hits in Engeland en op het Europese vasteland. De tweede single van het succesalbum Different Class, Sorted For Es & Whizz, veroorzaakte opschudding doordat de hoes een instructie bevatte voor het in elkaar vouwen van een drugsetui. "BAN THIS SICK STUNT!", zo eiste The Sun, waarmee de basis gelegd voor een periode die bekend zou worden als Jarvisgate.
In Groot-Brittannië werd hun daaropvolgende album This Is Hardcore (1998) ook succesvol. Help the Aged werd een grote hit, maar daarna ging het slechter met de verkoopcijfers. Terugkijkend op de britpopperiode zei Cocker: "M'n hele leven heb ik succes nagejaagd en toen ik het eindelijk had bleek het lang niet zo leuk te zijn als ik had gedacht."
In 2001 ging Pulp voor onbepaalde tijd uit elkaar. Cocker stortte zich op andere projecten, hij speelde in 2005 met een paar collega-muzikanten uit de band Radiohead mee in de vierde Harry Potter-film, Harry Potter and the Goblet of Fire. Hij speelde daarin de zanger van de in de tovenaarswereld wereldberoemde band De Witte Wieven. Cocker verhuisde naar Frankrijk en bracht in 2006 en 2009 twee soloalbums uit.
In 2011 kwam de band weer bijeen in de originele bezetting voor een aantal festivaloptredens. In 2013 volgde een single, maar een nieuw album zat er niet in. In 2015 waren alle bandleden aanwezig bij de onthulling van een plaquette als aandenken aan het eerste optreden van Pulp. 
In maart 2023 overleed Steve Mackey (56).
Op 6 juni 2025 bracht Pulp het album More uit, het eerste studioalbum in 24 jaar.

## Discografie

#### Studioalbums
1. It (1983)
2. Freaks (1987)
3. Separations (1992)
4. His 'n' Hers (1994)
5. Different Class (1995)
6. This Is Hardcore (1998)
7. We Love Life (2001)
8. More (2025)

#### Bekende singles
1. "Common People" (1995)
2. "Disco 2000" (1995)
3. "Sorted for E's & Wizz" (1995)
4. "Help the Aged" (1997)
5. "This Is Hardcore" (1998)
6. "A Little Soul" (1998)

### NPO Radio 2 Top 2000
| Nummer met noteringen in de NPO Radio 2 Top 2000 | '15  | '16  | '17  | '18-'19 | '20  | '21  | '22  | '23  | '24  |
| ------------------------------------------------ | ---- | ---- | ---- | ------- | ---- | ---- | ---- | ---- | ---- |
| Common People                                    | 1890 | 1988 | 1966 | -       | 1431 | 1735 | 1605 | 1622 | 1537 |

1. ↑  Een '-' betekent dat het nummer niet was genoteerd en een vetgedrukt getal geeft de hoogste notering aan.
2. ↑  2015 was het eerste jaar met een notering voor dit nummer.